# أنجيلا لونسديل
أنجيلا لونسديل (بالإنجليزية: Angela Lonsdale)‏ هي ممثلة بريطانية، ولدت في 1970 في Penrith, Cumbria ‏ في المملكة المتحدة.

## وصلات خارجية
- أنجيلا لونسديل على موقع IMDb (الإنجليزية)
- أنجيلا لونسديل على موقع قاعدة بيانات الفيلم (الإنجليزية)